# Harald Vock
Harald Vock (né le 15 février 1925 à Hambourg, mort le 27 septembre 1998 dans la même ville) est un journaliste, scénariste, réalisateur et producteur allemand.

## Biographie
Après la Seconde Guerre mondiale, Vock commence à travailler comme journaliste de faits divers pour la presse et la radio. De 1955 aux années 1980, il est responsable du divertissement de NDR Fernsehen. Il est le fondateur des émissions de télévision Musik aus Studio B, Haifischbar, Zwischenmahlzeit.
Il écrit des scénarios et des pièces radiophoniques. Dans les années 1970, il réalise plusieurs films comiques produits par Karl Spiehs. Il est notamment source d'idées, auteur, réalisateur et producteur dans la création des séries policières Sonderdezernat K1 et Section K3 (de). Pour l'épisode Made in Hongkong, dont il est le scénariste, Vock reçoit le prix du cornichon de Medienfrauentreffen en 1994. En 1981, il reçoit le Goldener Gong pour le scénario de l'épisode Die Rache des V-Mannes de la série Sonderdezernat K1.
En 1994, il lance la série En quête de preuves.

## Filmographie

### En tant que réalisateur

#### Cinéma
- 1968 : Immer Ärger mit den Paukern (de)
- 1969 : Unser Doktor ist der Beste (de)
- 1970 : Quand les profs s'envolent
- 1971 : Hochwürden drückt ein Auge zu (de)
- 1972 : Immer Ärger mit Hochwürden
- 1973 : Wenn jeder Tag ein Sonntag wär
- 1975 : Wann wird es endlich wieder Sommer

#### Téléfilms
- 1961 : Das wird morgen vorbei sein
- 1962 : Immergrüne Evergreens
- 1963 : Strandgeflüster
- 1964 : Show hin - Schau her
- 1966 : Ab morgen haben wir Humor
- 1968 : Ein Sarg für Mr. Holloway (de)
- 1971 : Die Schlankheitskur

#### Séries télévisées
- 1958-1959 : Toi - toi - toi (13 épisodes)
- 1960-1963 : Hallo, Paulchen! (3 épisodes)
- 1971 : Komische Geschichten mit Georg Thomalla (de) (3 épisodes)
- 1985 : Geschichten aus der Heimat (2 épisodes)
- 1992 : Section K3 (de) (1 épisode)
- 1993 : Ein Schloß am Wörthersee (1 épisode)

### En tant que scénariste

#### Cinéma
- 1970 : Quand les profs s'envolent
- 1971 : Hochwürden drückt ein Auge zu
- 1972 : Immer Ärger mit Hochwürden
- 1973 : Crazy – total verrückt
- 1973 : Wenn jeder Tag ein Sonntag wär

#### Téléfilms
- 1954 : Ein Mann aus einer großen Stadt
- 1956 : Keiner stirbt leicht
- 1958 : Der Tod auf dem Rummelplatz
- 1959 : Tingel-Tangel Hamburg
- 1959 : Nicht zu ernst nehmen
- 1963 : Strandgeflüster
- 1964 : Show hin - Schau her
- 1966 : Ab morgen haben wir Humor
- 1967 : Wir feiern im voraus
- 1968 : Ein Sarg für Mr. Holloway
- 1971 : Die Schlankheitskur
- 1984 : Tod eines Schaustellers

#### Séries télévisées
- 1959 : Gesucht wird Mörder X (4 épisodes)
- 1971 : Komische Geschichten mit Georg Thomalla (1 épisode)
- 1977-1982 : Sonderdezernat K1 (de) (11 épisodes)
- 1979 : Zwei Mann um einen Herd (1 épisode)
- 1979 : Parole Chicago (de) (9 épisodes)
- 1983-1985 : Geschichten aus der Heimat (2 épisodes)
- 1988-1996 : Section K3 (de) (27 épisodes)
- 1989 : Tatort: Keine Tricks, Herr Bülow (de)
- 1992 : Peter Strohm (1 épisode)
- 1993 : Ein Schloß am Wörthersee (1 épisode)
- 1994-1998 : En quête de preuves (6 épisodes)
- 1998 : Die vier Spezialisten (3 épisodes)
- 1997-1999 : Küstenwache (de) (7 épisodes)